# Дюнзер, Сабина
Саби́на Микаэ́ла Дю́нзер (нем. Sabine Michaela Dünser; 27 июня 1977, Шан, Лихтенштейн — 8 июля 2006) — вокалистка лихтенштейнской группы Elis.
Вместе с Elis Сабина записала 4 альбома, из них первый — в 2001 году, когда группа называлась Erben der Schöpfung.

## Биография
Сабина Микаэла Дюнзер родилась 27 июня 1977 года в общине Шан в Лихтенштейне. С ранних лет она занималась музыкой: в четыре года начала играть на флейте, после десяти переключилась на пианино. В 12 лет Сабина начала петь в хоре, одновременно посещая уроки вокала.
Получив достаточный багаж навыков, в 2000 году Дюнзер попала на прослушивание к Оливеру Фальку, лидеру достаточного известного к тому времени коллектива WeltenBrand. В то время музыкант решил заняться более коммерческой и динамичной музыкой. В новый проект, получивший название Erben der Schöpfung, он пригласил и Сабину, которая работала детским логопедом, а также в доме престарелых.
В 2001 году группа выпустила сингл «Elis» и альбом Twilight. Коллектив много гастролировал, выступая в том числе на таких фестивалях, как Wave-Gotik-Treffen. Erben der Schöpfung попала в альтернативные немецкие хит-парады и получила положительные отзывы со стороны прессы.
В 2002 году Оливер Фальк разочаровался в проекте, распустил группу и запретил её участникам использовать название Erben der Schöpfung. Дюнзер и гитарист Пит Штрайт сформировали новую группу — Elis.

### Смерть

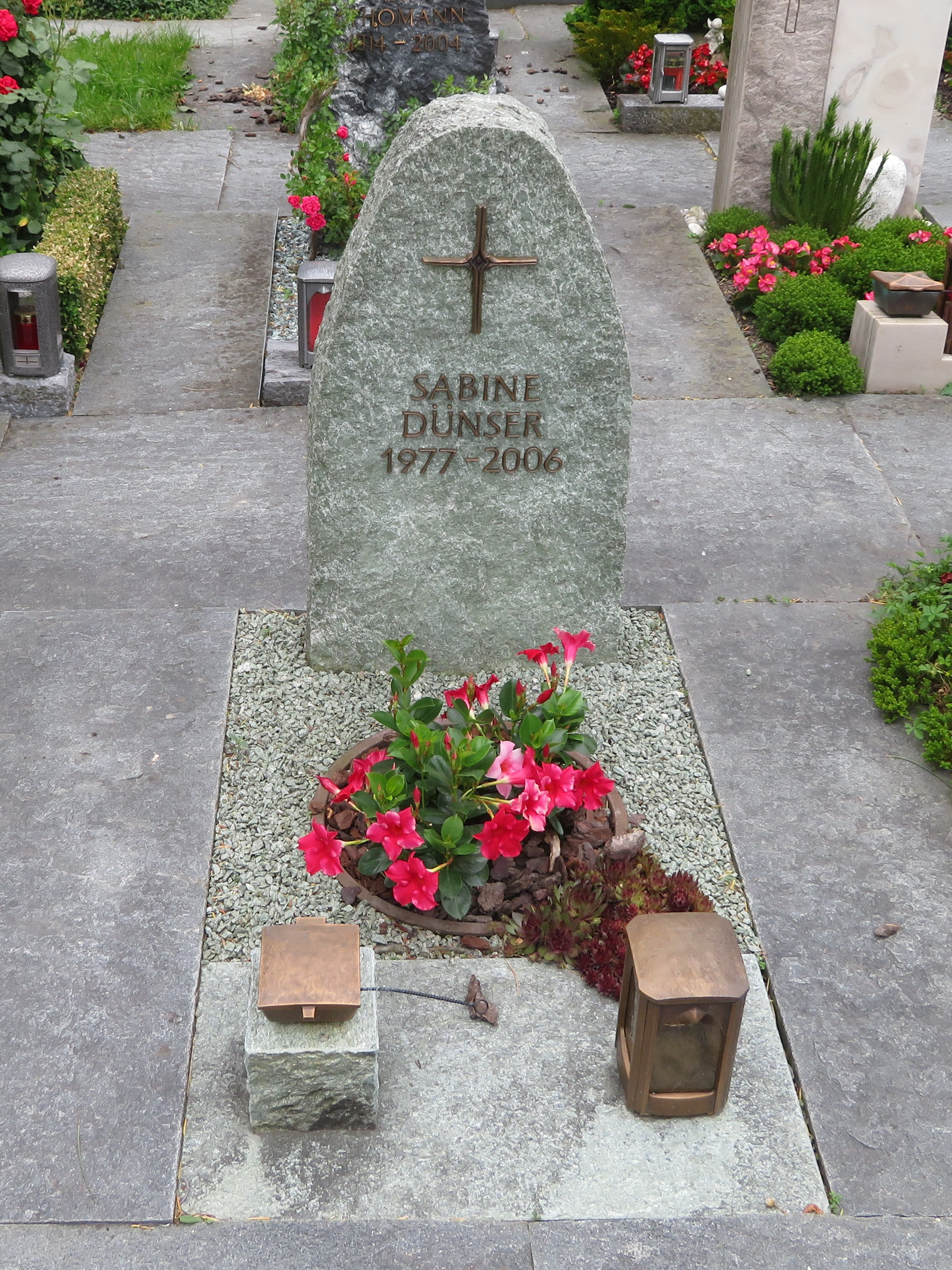
Могила Сабины Дюнзер в Шане

Спустя десять дней после двадцать девятого дня рождения во время репетиции певица пожаловалась на резко ухудшившееся самочувствие. Однако срочная госпитализация не смогла спасти Дюнзер — Сабина скончалась в больнице на следующий день. 9 июля 2006 года администрация сайта группы разместила сообщение о том, что Сабина умерла от внутримозгового кровоизлияния.

## Дискография

### Erben der Schöpfung
- Twilight (2001)
- «Elis» (2001) — сингл

### Elis
- God's Silence, Devil's Temptation (2003)
- Dark Clouds in a Perfect Sky (2004)
- Griefshire (2006)
- «Show Me the Way» (2007) — макси-сингл